# Elecciones generales de España de 2004
El domingo 14 de marzo de 2004 se celebraron elecciones generales en España. Los españoles fueron llamados a las urnas por novena vez desde la Transición para renovar las Cortes Generales. La participación se elevó al 75,66%. Tuvieron lugar tres días después de los atentados en la red de Cercanías de Madrid, el mayor acto terrorista en la historia del país, en los que 193 personas murieron, hecho que marcó los resultados electorales.
El PSOE liderado por José Luis Rodríguez Zapatero ganó con una ventaja del 4,9% al PP liderado por Mariano Rajoy, relevándoles así del gobierno presidido por José María Aznar en su anterior legislatura de España.
Las elecciones habían sido adelantadas cuatro semanas por el presidente saliente José María Aznar, ya que debían haberse celebrado el 11 de abril. Esto se hizo con el objetivo de que la campaña electoral no se solapase con la Semana Santa (de forma similar a lo sucedido en el año 2000).

## Candidatos
Los principales aspirantes a la presidencia del Gobierno :
- José Luis Rodríguez Zapatero, secretario general del Partido Socialista Obrero Español (PSOE).
- Mariano Rajoy, líder del Partido Popular (PP) y sucesor del entonces Presidente del Gobierno José María Aznar.

Ambos concurrían por primera vez como candidatos a la presidencia del gobierno.
Otros candidatos con representación parlamentaria :
- Gaspar Llamazares, coordinador general de Izquierda Unida (IU)
- Josep Antoni Duran i Lleida, por Convergència i Unió (CiU), es Presidente del Comité de Gobierno de Unió Democràtica de Catalunya (UDC).
- Josep Lluís Carod-Rovira, presidente de Esquerra Republicana de Cataluña (ERC); nunca llegó a ejercer como diputado en Madrid. Al final lo fue Joan Puigcercós, secretario general del partido.
- Josu Erkoreka por el Partido Nacionalista Vasco (PNV).
- Paulino Rivero por Coalición Canaria (CC).
- Francisco Rodríguez por el Bloque Nacionalista Galego (BNG)
- José Antonio Labordeta por la Chunta Aragonesista (CHA).
- Begoña Lasagabaster por Eusko Alkartasuna (EA).
- Uxue Barkos por Nafarroa Bai (NaBai).

## Campaña electoral y sondeos

### Partido Popular
El presidente del Gobierno, José María Aznar, había anunciado en su debate de investidura del año 2000 que no se presentaría como candidato para un tercer mandato. El 1 de septiembre de 2003, Aznar eligió a Mariano Rajoy como su sucesor al frente del partido, descartando a Rodrigo Rato y Jaime Mayor Oreja, sus otras dos opciones. Al día siguiente, la decisión de Aznar fue ratificada por la Junta Directiva Nacional del PP. Al igual que en las anteriores elecciones, el programa del Partido Popular era de continuidad: se mantendrían las mismas políticas y los mismos protagonistas, exceptuando a Aznar. La campaña electoral incidía en el empleo creado durante los gobiernos de Aznar, así como las rebajas de impuestos y las ayudas a los emprendedores. En su primer intento de llegar a La Moncloa, Rajoy se comprometió a situar a España entre los países más prósperos de Europa.
El Partido Popular esperaba seguir en el poder cuatro años más, a la vista de los buenos resultados económicos —el desempleo se redujo hasta el 11,5%— y de convergencia con Europa, así como el avance de las relaciones internacionales de España. Rajoy, en aquella época, también destacó la inexistencia de casos de corrupción en el Gobierno durante los mandatos del Partido Popular, pero años más tarde se demostró lo contrario.

### Partido Socialista Obrero Español
El PSOE, que había sufrido un mal resultado en las anteriores elecciones, eligió en su congreso de 2000 al diputado José Luis Rodríguez Zapatero, que se impuso por un estrecho margen al presidente de Castilla-La Mancha, José Bono. El partido aspiraba a volver al gobierno con un candidato hasta entonces desconocido, con un perfil joven y renovador, abriendo una nueva etapa y pasando página de la época de Felipe González. Los ejes de campaña de Zapatero fueron una política internacional diferente a la de Aznar, aumentar la calidad del empleo y aprovechar el crecimiento económico para mejorar los servicios públicos, como la educación, la sanidad, la justicia y las pensiones. Sus principales promesas fueron dos: retirar inmediatamente las tropas españolas de la guerra de Irak y subir el salario mínimo a 600 euros (100.000 pesetas) mensuales.
El PSOE esperaba que el hartazgo de la población con Aznar sirviera para forzar el cambio político en España. El periodo 2000-2004 estuvo lleno de episodios que desgastaron al Gobierno de Aznar: redondeo de los precios por la entrada del euro, la fuerte subida de los precios de la vivienda, el "decretazo" (que llevó a una huelga general), el desastre del Prestige, la reforma educativa (LOCE), la participación de España en la guerra de Irak, el accidente del Yak-42... fueron algunos de los percances que socavaron la popularidad del Gobierno del PP en sus últimos años. Muchos de ellos provocaron manifestaciones masivas. Los socialistas ganaron por cuatro décimas las elecciones municipales de 2003, celebradas el 25 de mayo.

### Sondeos
Durante gran parte de la Legislatura 2000-2004, los sondeos dieron la victoria al Partido Popular (exceptuando entre finales de 2002 y mediados de 2003, cuando el PSOE se impuso al PP en las encuestas).

### Campaña
Una semana antes de los atentados del 11-M los sondeos daban al PP una ligera ventaja en las elecciones, aunque se daba por poco probable que repitiera su mayoría absoluta de 2000, en donde consiguió 183 escaños.
A lo largo de la campaña electoral, el PSOE había ido recortando distancia con el PP, según los sondeos que se fueron realizando. Aun así los sondeos daban una mayoría para el PP sin llegar a la mayoría absoluta del año 2000 pero con una mayoría de entre 15 y 20 escaños. Una semana antes de las elecciones, debido a la ley electoral que lo prohíbe, se dejaron de publicar sondeos electorales; en ese momento, con un elevado porcentaje de encuestados que se declaraban "indecisos" (en torno al 40%), algunos hablaban de un empate técnico.
La campaña estuvo muy marcada por el pacto de gobierno tripartito en Cataluña, y por la reunión entre Josep-Lluís Carod-Rovira y dirigentes de ETA en Perpiñán a principios de 2004.
José Luis Rodríguez Zapatero prometió no formar gobierno a menos que su partido fuese el más votado. Mariano Rajoy pidió una mayoría cómoda, para no tener que depender de pactos.
|                                   | Resultado 2000 | IPSOS-ECO | SIGMA-DOS | Instituto Opina | Demoscopia | Resultado 2004 |
| Partido Popular                   | 183            | 150-154   | 153-161   | 161-166         | 169        | 148            |
| Partido Socialista Obrero Español | 125            | 154-158   | 152-159   | 140-145         | 141        | 164            |
| Convergència i Unió               | 15             | 10-12     | 10-11     | 10-11           | 11         | 10             |
| Esquerra Republicana de Cataluña  | 1              | 7-8       | 6         | 7-8             | 6          | 8              |
| Partido Nacionalista Vasco        | 7              | 6-7       | 7         | 7-8             | 7          | 7              |
| Izquierda Unida                   | 8              | 9-11      | 6-7       | 11-12           | 9          | 5              |
| Coalición Canaria                 | 4              | 3-4       | 3         | 3-4             | 3          | 3              |
| Bloque Nacionalista Galego        | 3              | 2         | 3         | 3               | 2          | 2              |
| Chunta Aragonesista               | 1              | 1         | 1         | -               | 1          | 1              |
| Eusko Alkartasuna                 | 1              | 0-1       | 1         | -               | 0-1        | 1              |

Ipsos-Eco Consulting (TVE), Sigma Dos (Antena 3), * Instituto Opina(SER) (7 de marzo de 2004) , Demoscopia (Telecinco)

### 11-M: atentados en Madrid
El 11 de marzo, tres días antes de las elecciones, tuvo lugar el mayor atentado terrorista de la historia de España. Como consecuencia, los partidos políticos suspendieron sus actos electorales.
La sombra de los atentados estuvo presente y quizás fue un factor relevante para que cada partido obtuviese los votos de los anteriormente indecisos o abstencionistas. Algunos expertos en esta área concluyen que sin los atentados del 11-M el PP habría ganado las elecciones con la mayoría que le daban las encuestas una semana antes de los comicios. En las sedes del PP, la noche previa a la apertura de los colegios electorales, se concentraron miles de personas para mostrar su descontento con la política informativa del Ministerio del Interior sobre la autoría de los atentados, en el que el ministerio apuntaba como principal sospechosa a ETA, a pesar de que había otra línea de investigación abierta que cobraba más fuerza apuntando al terrorismo islámico y que toda la prensa internacional daba como más probable. Esta controversia sobre la autoría de los atentados dio lugar a las Teorías de la Conspiración del 11M.
La tarde del día 13, jornada de reflexión, debido al desarrollo de manifestaciones no autorizadas que desde el Gobierno se calificaron como tendentes a alterar el resultado electoral, el Gobierno estudió solicitar la celebración de una sesión extraordinaria y urgente del Congreso de los Diputados que, en su caso, autorizase al Gobierno a la declaración del estado de excepción, lo que hubiese supuesto el inmediato aplazamiento de las elecciones. Finalmente, ya avanzada la madrugada del día 13 al domingo 14 (día de las elecciones), el presidente José María Aznar descartó esa posibilidad, debido a la dificultad de que el Congreso de los Diputados concluyese el debate pertinente antes del inicio de las votaciones a las 09:00 horas, y para evitar el agravamiento de los disturbios del día anterior.[cita requerida]

### Lemas electorales
- Partido Popular : Juntos vamos a más. Prácticamente el mismo lema de campaña que el que utilizó en las elecciones generales de 2000 (Vamos a más). Es el partido que más invirtió oficialmente en la campaña, con 11,42 millones de euros.
- Partido Socialista Obrero Español : Merecemos una España mejor y ZP, Zapatero Presidente. El lema de ZP se dirigía sobre todo a los jóvenes, y acabó cuajando de tal forma que muchos medios informativos apodan a Zapatero como ZP. Su presupuesto para la campaña fue de 10,5 millones de euros.
- Izquierda Unida : Con tu voto, es posible. Palabra. Apostó por el voto joven. Gastó unos 5,7 millones de euros para la campaña.
- Convergència i Unió : Josep Antoni Duran i Lleida. Duran por Cataluña. Sentido común. (Josep Antoni Duran i Lleida. Duran per Catalunya. Sentit comú.)
- Bloque Nacionalista Galego : 2 veces útil: Útil para Galiza, útil para ti
- Esquerra Republicana de Catalunya : Parlant la gent s'entén (Hablando se entiende la gente).
- Partido Nacionalista Vasco : Sí, quiero más (Bai, gehiago nahi dut)
- Chunta Aragonesista : Labordeta, Gente como tú

## Resultados

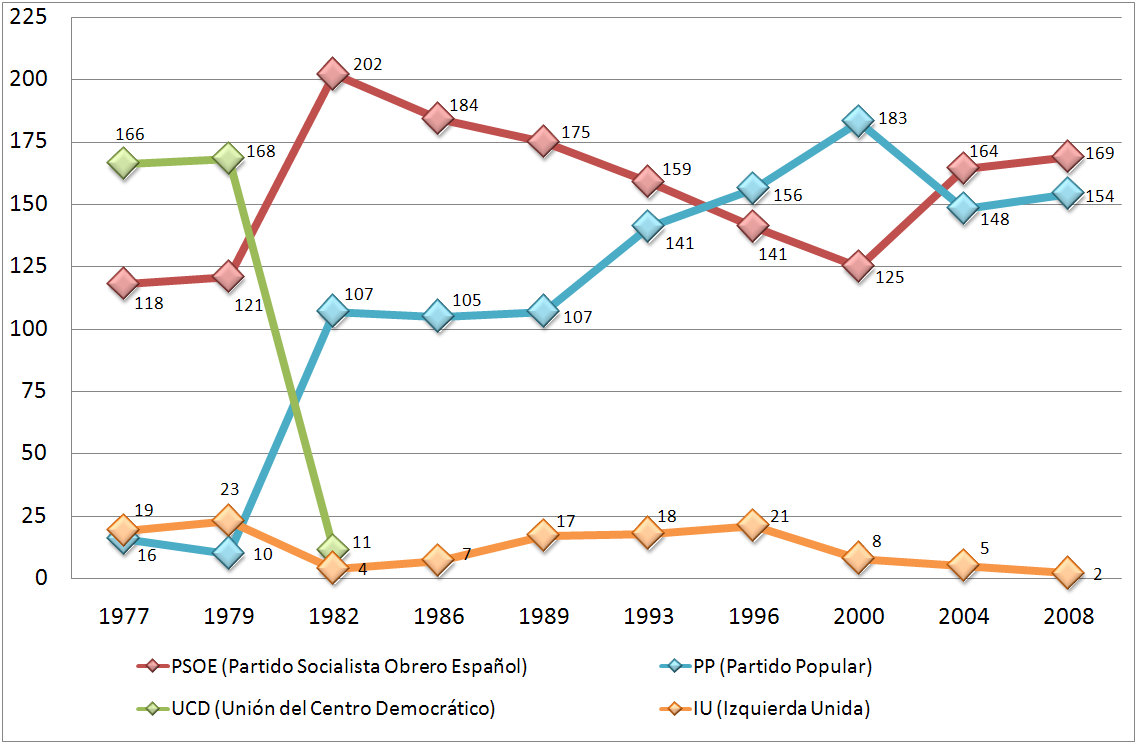
Histórico de número de escaños de PSOE, PP, IU y UCD en la democracia (1977-2008).

Los sondeos a pie de urna realizados el día de las elecciones, que encuestaban a los votantes que ya habían depositado su voto, ya arrojaban diferencias significativas con los publicados una semana antes por las respectivas fuentes. La mayoría de estos sondeos daban como vencedor al Partido Socialista por una ligera ventaja.
El recuento dio la victoria al PSOE, que obtuvo el 42,63% de los votos, superando claramente al Partido Popular, que recibió el 37,64%. El PSOE se convertía así en el partido mayoritario en el Congreso, aunque a 12 escaños de distancia de la mayoría absoluta. El PP fue el partido mayoritario en el Senado, pero perdió su anterior mayoría absoluta. Izquierda Unida fue la tercera fuerza más votada, aunque con menor número de escaños que Convergència i Unió, Partido Nacionalista Vasco y Esquerra Republicana de Catalunya, que experimentó el ascenso que le pronosticaban los sondeos. En las elecciones autonómicas andaluzas celebradas ese mismo día, el PSOE mantenía la mayoría absoluta por quinta vez consecutiva, con el 50,24 por ciento de los votos
Cientos de militantes y simpatizantes socialistas celebraban la victoria de su partido en la calle Ferraz de Madrid. Zapatero honró la memoria de los fallecidos en los atentados y, ante una audiencia en la que destacaba la presencia de jóvenes, se comprometió con estos pronunciando las palabras "No os fallaré". Mariano Rajoy felicitó a Zapatero por su victoria, y afirmó que el Partido Popular se despedía del poder "con la tranquilidad del trabajo bien hecho", y "con las cuentas claras".

### Congreso de los Diputados
- Electorado: 34.571.831
  - 33.458.077 residentes en España

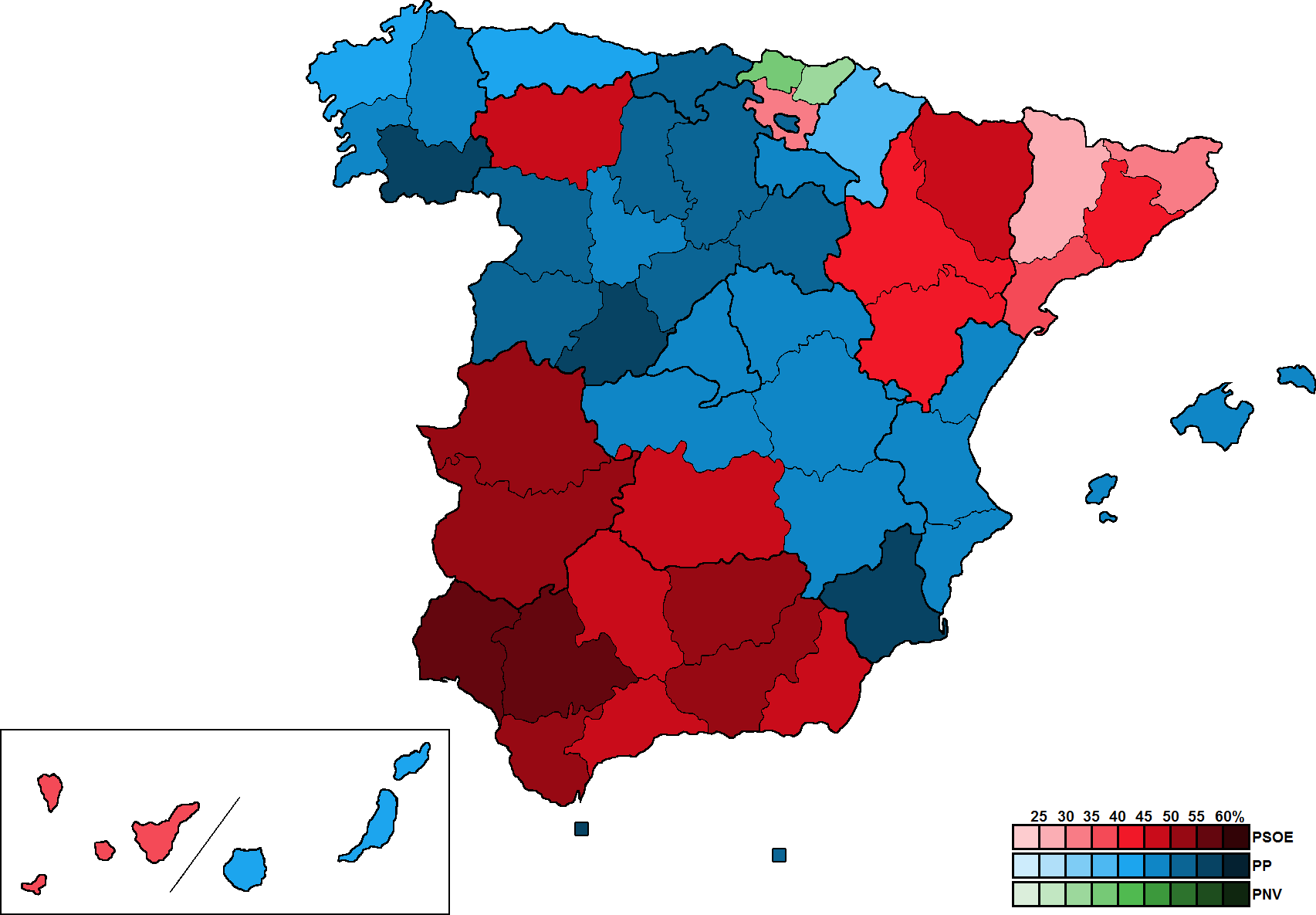
Resultados por provincia.

  - 1.113.754 residentes en el extranjero
- Votantes: 26.155.436 (75,66%)
  - 25.850.751 (77,26%) residentes en España
  - 304.685 (27,36%) residentes en el extranjero
- Abstención: 8.416.395 (24,34%)
- Votos válidos: 25.891.299 (98,99%)
- Votos nulos: 264.137 (1,01%)
- Votos a candidaturas: 25.483.504 (98,42%)
- Votos en blanco: 407.795 (1,58%)

| ← Elecciones generales de España, 14 de marzo del 2004 →                 |                              |            |       |         |      |
| Partido                                                                  | Cabeza de lista              | Votos      | %     | Escaños | +/-  |
| Partido Socialista Obrero Español (PSOE) a                               | José Luis Rodríguez Zapatero | 11.026.163 | 42,59 | 164 b   | +39  |
| Partido Popular (PP) c                                                   | Mariano Rajoy                | 9.763.144  | 37,71 | 148 d   | -35  |
| Izquierda Unida (IU) e                                                   | Gaspar Llamazares            | 1.284.081  | 4,96  | 5 f     | -4 g |
| Convergència i Unió (CiU)                                                | Josep Antoni Durán i Lleida  | 835.471    | 3,23  | 10 h    | -5   |
| Esquerra Republicana de Catalunya (ERC)                                  | Josep-Lluís Carod-Rovira     | 652.196    | 2,52  | 8       | +7   |
| Partido Nacionalista Vasco (EAJ-PNV)                                     | Josu Erkoreka                | 420.980    | 1,63  | 7       | =    |
| Coalición Canaria (CC) i                                                 | Paulino Rivero               | 235.221    | 0,91  | 3 j     | -1   |
| Bloque Nacionalista Galego (BNG)                                         | Francisco Rodríguez Sánchez  | 208.688    | 0,81  | 2       | -1   |
| Chunta Aragonesista (CHA)                                                | José Antonio Labordeta       | 94.252     | 0,36  | 1       | =    |
| Eusko Alkartasuna (EA)                                                   | Begoña Lasagabaster          | 80.905     | 0,31  | 1       | =    |
| Nafarroa Bai (NaBai)                                                     | Uxue Barkos                  | 61.045     | 0,24  | 1       | +1   |
| Partido Andalucista (PA)                                                 | José Antonio González        | 181.868    | 0,70  | 0       | -1   |
| Bloc Nacionalista Valencià-Esquerra Verda (BLOC-EV)                      | Enric Morera                 | 40.759     | 0,16  | -       | =    |
| Progressistes per les Illes Balears (PSM-EN-EU-EV-ERC)                   | Fernanda Ramón               | 40.289     | 0,16  | -       | =    |
| Ciudadanos en Blanco (CENB)                                              | Félix Díaz Rubio             | 40.208     | 0,16  | -       | =    |
| Aralar-Zutik                                                             | Xabier Sarasua               | 38.560     | 0,15  | -       | =    |
| Los Verdes Ecopacifistas (LVE)                                           | Montserrat Moreno            | 37.499     | 0,14  | -       | =    |
| Partido Aragonés (PAR)                                                   | Manuel Lorenzo Blasco        | 36.540     | 0,14  | -       | =    |
| Centro Democrático y Social (CDS)                                        | Teresa Gómez-Limón           | 34.101     | 0,13  | -       | =    |
| Els Verds - L'Alternativa Ecologista (EV-AV)                             |                              | 30.528     | 0,12  | -       | =    |
| Partido Socialista de Andalucía (PSA)                                    | Carmen García                | 24.127     | 0,09  | -       | =    |
| Partido Humanista (PH)                                                   |                              | 21.758     | 0,08  | -       | =    |
| Los Verdes de la Comunidad de Madrid (LV-CM)                             |                              | 19.600     | 0,08  | -       | =    |
| Izquierda Republicana (IR)                                               |                              | 16.993     | 0,07  | -       | =    |
| Partido Cannabis por la Legalización y Normalización (P.CANNABIS)        |                              | 16.918     | 0,07  | -       | =    |
| Partido Familia y Vida (PFyV)                                            |                              | 16.699     | 0,06  | -       | =    |
| Democracia Nacional (DN)                                                 |                              | 15.180     | 0,06  | -       | =    |
| Unión del Pueblo Leonés (UPL)                                            |                              | 14.160     | 0,05  | -       | =    |
| Partido Comunista de los Pueblos de España (PCPE)                        |                              | 12.979     | 0,05  | -       | =    |
| Los Verdes-Grupo Verde (LV-GV)                                           |                              | 12.749     | 0,05  | -       | =    |
| Falange Española de las JONS (FE-JONS)                                   | Diego Márquez Horrillo       | 12.266     | 0,05  | -       | =    |
| Unió Mallorquina (UM)                                                    |                              | 10.558     | 0,04  | -       | =    |
| La Falange (FE)                                                          |                              | 10.311     | 0,04  | -       | =    |
| Tierra Comunera-Partido Nacionalista Castellano (TC-PNC)                 |                              | 8.866      | 0,03  | -       | =    |
| Partido Obrero Socialista Internacionalista (POSI)                       |                              | 8.003      | 0,03  | -       | =    |
| Los Verdes (LVRM)                                                        |                              | 7.074      | 0,03  | -       | =    |
| Movimiento Social Republicano (MSR)                                      |                              | 6.768      | 0,03  | -       | =    |
| Partido Demócrata Español (PADE)                                         |                              | 5.677      | 0,02  | -       | =    |
| Convergencia de Demócratas de Navarra (CDN)                              |                              | 5.573      | 0,02  | -       | =    |
| Los Verdes de Asturias (VERDES)                                          |                              | 5.013      | 0,02  | -       | =    |
| Falange Auténtica (FA)                                                   |                              | 4.589      | 0,02  | -       | =    |
| Partíu Asturianista (PAS)                                                |                              | 4.292      | 0,02  | -       | =    |
| España 2000 (ES2000)                                                     |                              | 4.231      | 0,02  | -       | =    |
| Partido Nacionalista Canario (PNC)                                       |                              | 4.092      | 0,02  | -       | =    |
| Extremadura Unida (EU)                                                   |                              | 3.916      | 0,02  | -       | =    |
| Los Verdes de Extremadura (LV)                                           |                              | 3.133      | 0,01  | -       | =    |
| Partido de los Autónomos y Profesionales (AUTONOMOS)                     |                              | 3.124      | 0,01  | -       | =    |
| Iniciativa por el Desarrollo de Soria (IDES)                             |                              | 2.934      | 0,01  | -       | =    |
| Asamblea de Andalucía (A)                                                |                              | 2.930      | 0,01  | -       | =    |
| Alternativa Popular Canaria (APCa)                                       |                              | 2.715      | 0,01  | -       | =    |
| Grupo Verde Europeo (GVE)                                                |                              | 2.662      | 0,01  | -       | =    |
| Candidatura Independiente-El Partido de Castilla y León (CI)             |                              | 2.421      | 0,01  | -       | =    |
| Escons Insubmisos-Alternativa (Ei)                                       |                              | 2.332      | 0,01  | -       | =    |
| Partido del Karma Democrático (PKD)                                      |                              | 2.300      | 0,01  | -       | =    |
| Frente Popular Galega (FPG)                                              |                              | 2.257      | 0,01  | -       | =    |
| Coalición Galega (CG)                                                    |                              | 2.235      | 0,01  | -       | =    |
| Alianza para el desarrollo y la naturaleza (ADN)                         |                              | 2.215      | 0,01  | -       | =    |
| Partido de los Trabajadores en Precario (PTPRE)                          |                              | 2.115      | 0,01  | -       | =    |
| Identidad del Reino de Valencia (IRV)                                    |                              | 2.111      | 0,01  | -       | =    |
| Partido de los Autónomos, Jubilados y Viudas (PAE)                       |                              | 2.082      | 0,31  | -       | =    |
| Andecha Astur (AA)                                                       |                              | 1.970      | 0,01  | -       | =    |
| Unión del Pueblo Salmantino (UPSa)                                       |                              | 1.871      | 0,01  | -       | =    |
| Els Verds-Alternativa Verda (EV-AV)                                      |                              | 1.836      | 0,01  | -       | =    |
| Partido Carlista (PC)                                                    |                              | 1.813      | 0,01  | -       | =    |
| Partido del Mutuo Apoyo Romántico (PMAR)                                 |                              | 1.561      | 0,01  | -       | =    |
| Conceju Nacionaliegu Cántabru (CNC)                                      |                              | 1.431      | 0,01  | -       | =    |
| Salamanca, Zamora, León PREPAL (PREPAL)                                  |                              | 1.322      | 0,01  | -       | =    |
| Otra Democracia es Posible (OtraDem)                                     |                              | 1.302      | 0,01  | -       | =    |
| Agrupación Social Independiente (ASI)                                    |                              | 1.237      | 0,0   | -       | =    |
| Partido Socialdemócrata Independiente de la Comunitat Valenciana (PSICV) |                              | 1.096      | 0,0   | -       | =    |
| Partido Republicano (PRF)                                                |                              | 1.051      | 0,0   | -       | =    |
| Alternativa por Gran Canaria (AxGC)                                      |                              | 957        | 0,0   | -       | =    |
| Alianza por la Unidad Nacional (AUN)                                     |                              | 923        | 0,0   | -       | =    |
| Asamblea de Izquierdas-Iniciativa por Andalucía (A-IZ)                   |                              | 901        | 0,0   | -       | =    |
| Partido Positivista Cristiano (PPCr)                                     |                              | 892        | 0,0   | -       | =    |
| Izquierda Asturiana (IAS)                                                |                              | 854        | 0,0   | -       | =    |
| Partido Socialista del Pueblo de Ceuta (PSPC)                            |                              | 807        | 0,0   | -       | =    |
| Unión Centrista Liberal (UCL)                                            |                              | 798        | 0,0   | -       | =    |
| Partido Nacionalista Caló (PNC)                                          |                              | 757        | 0,0   | -       | =    |
| Zamora Unida (ZU)                                                        |                              | 754        | 0,0   | -       | =    |
| Unió Centristes de Menorca (UCM)                                         |                              | 751        | 0,0   | -       | =    |
| Lucha Internacionalista (LI-CI)                                          |                              | 668        | 0,0   | -       | =    |
| Frente Democrático Español (FDE)                                         |                              | 619        | 0,0   | -       | =    |
| Unidad Castellana (UdCa)                                                 |                              | 601        | 0,0   | -       | =    |
| Partido Social-Demócrata Andaluz (PSDA)                                  |                              | 583        | 0,0   | -       | =    |
| Alternativa Maga Nacionalista (AMAGA)                                    |                              | 468        | 0,0   | -       | =    |
| Unión del Pueblo Balear (UPB)                                            |                              | 411        | 0,0   | -       | =    |
| Estado Nacional Europeo                                                  |                              | 410        | 0,0   | -       | =    |
| Coalició Treballadors per la Democràcia (TD)                             |                              | 407        | 0,0   | -       | =    |
| Partido Nacional de los Trabajadores (PNT)                               |                              | 379        | 0,0   | -       | =    |
| Partido de la Gente (LG)                                                 |                              | 378        | 0,0   | -       | =    |
| Partido Regionalista de Guadalajara (PRGU)                               |                              | 330        | 0,0   | -       | =    |
| Unión Nacional (UN)                                                      |                              | 318        | 0,0   | -       | =    |
| Convergencia Ciudadana del Sureste (CCSE)                                |                              | 308        | 0,0   | -       | =    |
| Partido Demócrata Nacional Español (PDN)                                 |                              | 232        | 0,0   | -       | =    |
| Grupo Político Honradez Absoluta Española (GPHAE )                       |                              | 52         | 0,0   | -       | =    |

a Incluye a la Confederación de Los Verdes (LV) y Coalición Extremeña (PREx-CREx), y el apoyo de Unión Demócrata Ceutí (UDC).

b De ellos, 47 del PSC, 1 de LV y, desde noviembre de 2006, 1 de EV-OV.

c Incluye a Unión del Pueblo Navarro (UPN), Unión del Pueblo Melillense (UPM), Unión Valenciana (UV) e Independientes de Fuerteventura.

d De ellos, 2 de UPN.

e Incluye a Iniciativa per Catalunya-Verds (ICV), Esquerra Unida i Alternativa (EUiA), Los Verdes de Aragón, Los Verdes de Canarias, Alternativa Ciudadana 25 de Mayo, Els Verds del País Valencià (EVPV), Socialistas Independientes de Extremadura (SIEX), Bloque por Asturies (BA), Izquierda Republicana (IR) en la Comunidad Valenciana, Partido Revolucionario de los Trabajadores-Izquierda Revolucionaria (PRT), Partido Obrero Revolucionario (POR), Corriente Roja y Espacio Alternativo, y el apoyo de Red Verde.

f De ellos 2 del PCE, 2 de ICV y 1 independiente.

g Respecto a los resultados de IU e ICV en el 2000.

h De ellos 6 del CDC y 4 del UDC.

i Incluye al Partido Nacionalista de Lanzarote (PNL).

j De ellos 2 de AIC y 1 de ICAN.

#### Resultados por circunscripciones
| Comunidad o ciudad autónoma | Circunscripción                                                  | Partido  | Votos     | %      | Escaños | + / - |
| --------------------------- | ---------------------------------------------------------------- | -------- | --------- | ------ | --- | ----- |
| ANDALUCÍA                   | Almería 5 diputados                                              | PSOE     | 145.868   | 47,69% | 3 (Francisco Contreras, María Consuelo Rumi y Carmen Ortiz) | +1    |
| ANDALUCÍA                   | Almería 5 diputados                                              | PP       | 135.434   | 44,28% | 2 (Rafael Hernando y Juan José Matari) | -1    |
| ANDALUCÍA                   | Cádiz 9 diputados                                                | PSOE     | 326.152   | 50,67% | 6 (Alfonso Perales, Mamen Sánchez Díaz, Rafael Román, Salvador de la Encina, Encarnación Niño y María Isabel Fuentes) | +2    |
| ANDALUCÍA                   | Cádiz 9 diputados                                                | PP       | 216.416   | 33,62% | 3 (Miguel Arias Cañete, Pedro Antonio Sánchez y Jesús Mancha) | -1    |
| ANDALUCÍA                   | Cádiz 9 diputados                                                | PA       | 33.592    | 5,22%  | --- | -1    |
| ANDALUCÍA                   | Córdoba 7 diputados                                              | PSOE     | 246.324   | 49,86% | 4 (Carmen Calvo, Miguel Ángel Moratinos, Juan Luis Rascón y Rosa Lucía Polonio) | +1    |
| ANDALUCÍA                   | Córdoba 7 diputados                                              | PP       | 166.665   | 33,74% | 3 (Rafael Merino, María Teresa de Lara y Amelia Caracuel) | =     |
| ANDALUCÍA                   | Córdoba 7 diputados                                              | IULV-CA  | 47.908    | 9,7%   | --- | -1    |
| ANDALUCÍA                   | Granada 7 diputados                                              | PSOE     | 268.870   | 51,47% | 4 (Javier Torres Vela, María José Sánchez Rubio, Rafael Estrella y María Escuredo) | =     |
| ANDALUCÍA                   | Granada 7 diputados                                              | PP       | 193.484   | 37,04% | 3 (Pilar del Castillo, Blanca Fernández Capel y Juan María Santaella) | =     |
| ANDALUCÍA                   | Huelva 5 diputados                                               | PSOE     | 154.579   | 56,19% | 3 (Javier Barrero, María del Rosario Fátima Aburto Baselga y José Oria) | =     |
| ANDALUCÍA                   | Huelva 5 diputados                                               | PP       | 84.173    | 30,59% | 2 (Fátima Báñez y Francisco Luis Marquínez) | =     |
| ANDALUCÍA                   | Jaén 6 diputados                                                 | PSOE     | 228.611   | 54,41% | 4 Micaela Navarro, José Pliego, Dolores Pérez Anguita y Sebastián Quirós) | +1    |
| ANDALUCÍA                   | Jaén 6 diputados                                                 | PP       | 143.288   | 34,11% | 2 (Cristóbal Montoro y Gabino Puche) | -1    |
| ANDALUCÍA                   | Málaga 10 diputados                                              | PSOE     | 367.758   | 49,77% | 6 (Magdalena Álvarez, Miguel Ángel Heredia, Ana Fuentes, José Andrés Torres, Luis Juan Tomás y María Remedios Martel) | +2    |
| ANDALUCÍA                   | Málaga 10 diputados                                              | PP       | 269.063   | 36,41% | 4 (Celia Villalobos, Manuel Atance, María Ángeles Muñoz y Federico Souvirón) | -1    |
| ANDALUCÍA                   | Málaga 10 diputados                                              | IULV-CA  | 47.182    | 6,38%  | --- | -1    |
| ANDALUCÍA                   | Sevilla 12 diputados (uno menos que en las elecciones de 2000)   | PSOE     | 639.293   | 58,27% | 8 (Alfonso Guerra, Carmen Hermosín, María Isabel Pozuelo, Antonio Cuevas, Emilio Amuedo, Luis Ángel Hierro, Susana Díaz Pacheco y Francisco Antonio Garrido) | +1    |
| ANDALUCÍA                   | Sevilla 12 diputados (uno menos que en las elecciones de 2000)   | PP       | 306.464   | 27,93% | 4 (Javier Arenas, Soledad Becerril, Juan Manuel Albendea, Manuel Seco y María Dolores Rodríguez) | -1    |
| ANDALUCÍA                   | Sevilla 12 diputados (uno menos que en las elecciones de 2000)   | IULV-CA  | 73.344    | 6,68%  | --- | -1    |
| ARAGÓN                      | Huesca 3 diputados                                               | PSOE     | 61.500    | 45,66% | 2 (Víctor Morlán y Teresa Villagrasa) | +1    |
| ARAGÓN                      | Huesca 3 diputados                                               | PP       | 50.493    | 37,49% | 1 (Ángel Pintado) | -1    |
| ARAGÓN                      | Teruel 3 diputados                                               | PSOE     | 36.152    | 41,09% | 2 (Gerardo Torres Sahuquillo y Yolanda Casaus) | +1    |
| ARAGÓN                      | Teruel 3 diputados                                               | PP       | 35.920    | 40,83% | 1 (Santiago Lanzuela) | -1    |
| ARAGÓN                      | Zaragoza 7 diputados                                             | PSOE     | 224.776   | 40,26% | 3 (Jesús Membrado, Alfredo Arola y Eva Sánez Royo) | +1    |
| ARAGÓN                      | Zaragoza 7 diputados                                             | PP       | 198.480   | 35,55% | 3 (Luisa Fernanda Rudi, Gabriel Cisneros y Ramón Moreno Bustos) | -1    |
| ARAGÓN                      | Zaragoza 7 diputados                                             | CHA      | 81.160    | 14,54% | 1 (José Antonio Labordeta) | =     |
| ASTURIAS                    | Asturias 8 diputados (uno menos que en las elecciones de 2000)   | PP       | 307.977   | 43,77% | 4 (Alicia Castro, Isidro Fernández Rozada, Leopoldo Bertrand y José Avelino Sánchez) | -1    |
| ASTURIAS                    | Asturias 8 diputados (uno menos que en las elecciones de 2000)   | PSOE     | 305.240   | 43,38% | 4 (Álvaro Narciso Cuesta, María Luisa Carcedo, Celestino Suárez y María Virtudes Monteserín) | +1    |
| ASTURIAS                    | Asturias 8 diputados (uno menos que en las elecciones de 2000)   | IU       | 59.253    | 8,42%  | --- | -1    |
| BALEARES                    | Baleares 8 diputados (uno más que en las elecciones de 2000)     | PP       | 215.737   | 45,89% | 4 (María Salom, Enrique Fajarnes, Juan Salord y Miguel Ángel Martín Soledad) | -1    |
| BALEARES                    | Baleares 8 diputados (uno más que en las elecciones de 2000)     | PSOE     | 185.623   | 39,48% | 4 (Francesc Antich, María García Muñoz, José Ramón Mateos e Isabel Maria Oliver Sagreras) | +2    |
| CANARIAS                    | Las Palmas 8 diputados (uno más que en las elecciones de 2000)   | PP       | 208.995   | 42,21% | 4 (María Mercedes Roldós, María del Carmen Castellano, Pilar González y Cándido Reguera) | =     |
| CANARIAS                    | Las Palmas 8 diputados (uno más que en las elecciones de 2000)   | PSOE     | 167.926   | 33,92% | 3 (Juan Fernando López Aguilar, Pilar Grande y Olivia Cedres) | +2    |
| CANARIAS                    | Las Palmas 8 diputados (uno más que en las elecciones de 2000)   | CC       | 89.420    | 18,06% | 1 (Román Rodríguez) | -1    |
| CANARIAS                    | Santa Cruz de Tenerife 7 diputados                               | PSOE     | 165.158   | 35,01% | 3 (José Segura, María Elena Rivera y María de las Mercedes Coello) | +1    |
| CANARIAS                    | Santa Cruz de Tenerife 7 diputados                               | CC       | 145.801   | 30,91% | 2 (Paulino Rivero y Luis Mardones) | =     |
| CANARIAS                    | Santa Cruz de Tenerife 7 diputados                               | PP       | 133.677   | 28,34% | 2 (Pablo Matos Mascareño y Carlos Javier Cabrera) | -1    |
| CANTABRIA                   | Cantabria 5 diputados                                            | PP       | 190.383   | 51,90% | 3 (José Joaquín Martínez-Sieso, Ana María Madrazo y José María Lassalle) | =     |
| CANTABRIA                   | Cantabria 5 diputados                                            | PSOE     | 149.906   | 40,87% | 2 (Alfredo Pérez Rubalcaba y María Gloria Gómez) | =     |
| CASTILLA-LA MANCHA          | Albacete 4 diputados                                             | PP       | 110.338   | 46,95% | 2 (Encarnación Naharro y Héctor Esteve) | =     |
| CASTILLA-LA MANCHA          | Albacete 4 diputados                                             | PSOE     | 108.715   | 46,26% | 2 (Siro Torres García y María Pilar López Rodríguez) | =     |
| CASTILLA-LA MANCHA          | Ciudad Real 5 diputados                                          | PSOE     | 147.271   | 48,12% | 3 (Celestina Díez de Baldeón, Manuel Marín y Sebastián Fuentes) | +1    |
| CASTILLA-LA MANCHA          | Ciudad Real 5 diputados                                          | PP       | 142.508   | 46,57% | 2 (Gustavo de Aristegui y Carmen Quintanilla) | -1    |
| CASTILLA-LA MANCHA          | Cuenca 3 diputados                                               | PP       | 66.515    | 49,73% | 2 (José Madero y Francisco Utrera) | =     |
| CASTILLA-LA MANCHA          | Cuenca 3 diputados                                               | PSOE     | 60.697    | 45,38% | 1 (Máximo Díaz Cano) | =     |
| CASTILLA-LA MANCHA          | Guadalajara 3 diputados                                          | PP       | 57.078    | 47,58% | 2 (Luis de Grandes y José Ignacio Echániz) | =     |
| CASTILLA-LA MANCHA          | Guadalajara 3 diputados                                          | PSOE     | 52.915    | 44,11% | 1 (Javier García Breva) | =     |
| CASTILLA-LA MANCHA          | Toledo 5 diputados                                               | PP       | 171.325   | 47,47% | 3 (Ana Palacio, Alejandro Ballestero y Francisco Vañó) | =     |
| CASTILLA-LA MANCHA          | Toledo 5 diputados                                               | PSOE     | 167.807   | 46,5%  | 2 (Alejandro Alonso Núñez y Raquel de la Cruz) | =     |
| CASTILLA Y LEÓN             | Ávila 3 diputados                                                | PP       | 67.622    | 59,54% | 2 (Ángel Acebes y Feliciano Blázquez) | =     |
| CASTILLA Y LEÓN             | Ávila 3 diputados                                                | PSOE     | 38.640    | 34,02% | 1 (Pedro José Muñoz) | =     |
| CASTILLA Y LEÓN             | Burgos 4 diputados                                               | PP       | 122.415   | 51,96% | 2 (César Antonio Rico y María Sandra Moneo) | -1    |
| CASTILLA Y LEÓN             | Burgos 4 diputados                                               | PSOE     | 91.727    | 38,93% | 2 (Julián Simón de la Torre y María del Mar Arnáiz) | +1    |
| CASTILLA Y LEÓN             | León 5 diputados                                                 | PSOE     | 156.786   | 46,78% | 3 (José Antonio Alonso, María Amparo Valcárcel y Rosario Velasco) | +1    |
| CASTILLA Y LEÓN             | León 5 diputados                                                 | PP       | 150.688   | 44,96% | 2 (Juan Morano y Baudilio Tomé) | -1    |
| CASTILLA Y LEÓN             | Palencia 3 diputados                                             | PP       | 60.449    | 50,25% | 2 (María Jesús Sánchez y Juan Carlos Guerra Zunzunegui) | =     |
| CASTILLA Y LEÓN             | Palencia 3 diputados                                             | PSOE     | 51.824    | 43,08% | 1 (Julio Villarubia) | =     |
| CASTILLA Y LEÓN             | Salamanca 4 diputados                                            | PP       | 128.932   | 54,25% | 2 (Gonzalo Robles Orozco y José Antonio Bermúdez de Castro) | -1    |
| CASTILLA Y LEÓN             | Salamanca 4 diputados                                            | PSOE     | 94.655    | 39,83% | 2 (Jesús Caldera y Francisco Javier Iglesias) | +1    |
| CASTILLA Y LEÓN             | Segovia 3 diputados                                              | PP       | 52.500    | 52,45% | 2 (Jesús Merino Delgado y Javier Gómez Darmendrail) | =     |
| CASTILLA Y LEÓN             | Segovia 3 diputados                                              | PSOE     | 39.976    | 39,94% | 1 (Óscar López Águeda) | =     |
| CASTILLA Y LEÓN             | Soria 3 diputados                                                | PP       | 29.187    | 50,8%  | 2 (Jesús Posada y Elías Arriba) | =     |
| CASTILLA Y LEÓN             | Soria 3 diputados                                                | PSOE     | 22.287    | 38,79% | 1 (María Eloisa Álvarez Oteo) | =     |
| CASTILLA Y LEÓN             | Valladolid 5 diputados                                           | PP       | 163.009   | 46,79% | 3 (Miguel Ángel Cortés, Tomás Burgos y Ana María Torme) | =     |
| CASTILLA Y LEÓN             | Valladolid 5 diputados                                           | PSOE     | 155.401   | 44,60% | 2 (Soraya Rodríguez Ramos y Mario Badera) | =     |
| CASTILLA Y LEÓN             | Zamora 3 diputados                                               | PP       | 71.821    | 53,35% | 2 (Jesús Folgado y Elvira Velasco) | =     |
| CASTILLA Y LEÓN             | Zamora 3 diputados                                               | PSOE     | 53.757    | 39,93% | 1 (Jesús Cuadrado) | =     |
| CATALUÑA                    | Barcelona 31 diputados                                           | PSC-PSOE | 1.268.028 | 41,66% | 14 (José Montilla, Carmen Chacón Piqueras, Elisenda Malaret García, Manuel Mas Estela, Lourdes Muñoz, Montserrat Colldeforns Sol, Isabel López Chamosa, Daniel Fernández González, Meritxell Ballet, Jordi Pedret Grenzner, Jordi Marsal, Esperança Esteve Ortega, Juan Carlos Corcuera Plaza y María Dolores Puig Gasol)          | +2    |
| CATALUÑA                    | Barcelona 31 diputados                                           | CiU      | 586.854   | 19,28% | 6 (Josep Antoni Durán i Lleida, Jordi Vilajoana, María Mercè Pigem, Carles Campuzano, Josep Sánchez Llibre y Jordi Jané) | -3    |
| CATALUÑA                    | Barcelona 31 diputados                                           | PP       | 485.504   | 15,95% | 5 (Dolors Nadal, Jorge Fernández Díaz, Julia García-Valdecasas, Alicia Sánchez-Camacho y Jorge Moragas) | -3    |
| CATALUÑA                    | Barcelona 31 diputados                                           | ERC      | 428.986   | 14,09% | 4 (Josep Lluís Carod-Rovira, Joan Puigcercós, Joan Tardà y Rosa María Bonàs) | +3    |
| CATALUÑA                    | Barcelona 31 diputados                                           | IU-ICV   | 198.116   | 6,51%  | 2 (Joan Herrera y María Carme García) | +1    |
| CATALUÑA                    | Gerona 6 diputados (uno más que en las elecciones de 2000)       | PSC-PSOE | 113.089   | 31,62% | 2 (Montserrat Palma y Álex Sáez Jubero) | =     |
| CATALUÑA                    | Gerona 6 diputados (uno más que en las elecciones de 2000)       | CiU      | 96.928    | 27,10% | 2 (Jordi Xuclà y Josep María Guinart) | =     |
| CATALUÑA                    | Gerona 6 diputados (uno más que en las elecciones de 2000)       | ERC      | 83.482    | 23,34% | 2 (Francesc Canet y Joan Puig) | +2    |
| CATALUÑA                    | Gerona 6 diputados (uno más que en las elecciones de 2000)       | PP       | 40.959    | 11,45% | --- | -1    |
| CATALUÑA                    | Lérida 4 diputados                                               | PSC-PSOE | 68.971    | 29,57% | 2 (Teresa Cunillera y Esperança Farrera) | +1    |
| CATALUÑA                    | Lérida 4 diputados                                               | CiU      | 68.735    | 29,46% | 1 (Pere Grau) | -1    |
| CATALUÑA                    | Lérida 4 diputados                                               | ERC      | 50.104    | 21,48% | 1 (Jordi Ramón) | +1    |
| CATALUÑA                    | Lérida 4 diputados                                               | PP       | 34.116    | 14,62% | --- | -1    |
| CATALUÑA                    | Tarragona 6 diputados                                            | PSC-PSOE | 136.660   | 35,49% | 3 (Francesc Vallès, María LLuïsa Lizárraga y Ernest Benito) | +1    |
| CATALUÑA                    | Tarragona 6 diputados                                            | CiU      | 82.954    | 21,55% | 1 (Josep Maldonado) | -1    |
| CATALUÑA                    | Tarragona 6 diputados                                            | ERC      | 76.330    | 19,83% | 1 (Josep Andreu Domingo) | +1    |
| CATALUÑA                    | Tarragona 6 diputados                                            | PP       | 65.528    | 17,02% | 1 (Frances Ricomà) | -1    |
| CEUTA                       | Ceuta 1 diputado                                                 | PP       | 21.142    | 59,24% | 1 (Francisco Antonio González Pérez) | =     |
| COMUNIDAD VALENCIANA        | Alicante 11 diputados                                            | PP       | 434.812   | 48,88% | 6 (Federico Trillo-Figueroa, Macarena Montesinos de Miguel, Francisco Vicente Murcia, María Enriqueta Seller Roca de Togores, Íñigo Herrera y Miguel Campoy) | -1    |
| COMUNIDAD VALENCIANA        | Alicante 11 diputados                                            | PSOE     | 374.631   | 42,12% | 5 (Leire Pajín, Carlos González Serna, Juana Serna, Agustín Jiménez y Herick Campos) | +1    |
| COMUNIDAD VALENCIANA        | Castellón 5 diputados                                            | PP       | 142.462   | 45,64% | 3 (Juan Costa, Fernando Castelló y Miguel Barrachina) | =     |
| COMUNIDAD VALENCIANA        | Castellón 5 diputados                                            | PSOE     | 139.236   | 44,6%  | 2 (Jordi Sevilla y Antonia García Valls) | =     |
| COMUNIDAD VALENCIANA        | Valencia 16 diputados                                            | PP       | 665.526   | 45,75% | 8 (Eduardo Zaplana, José María Michavila, Maria Àngels Ramón-Llin Martínez, Ignacio Gil Lázaro, Vicente Martínez-Pujalte, Susana Camarero, Asunción Oltra y Joaquín Calomarde) | -1    |
| COMUNIDAD VALENCIANA        | Valencia 16 diputados                                            | PSOE     | 613.833   | 42,19% | 7 (Carmen Alborch, Ricard Torres, Carmen Montón, Ciprià Ciscar, María Antònia Armengol, Josep Antoni Santamaría y Margarita Pin) | +1    |
| COMUNIDAD VALENCIANA        | Valencia 16 diputados                                            | IU       | 78.515    | 5,4%   | 1 (Isaura Navarro) | =     |
| EXTREMADURA                 | Badajoz 6 diputados                                              | PSOE     | 219.172   | 51,66% | 3 (José Luis Galache, Francisco Fernández Marugán y Soledad Pérez) | =     |
| EXTREMADURA                 | Badajoz 6 diputados                                              | PP       | 176.699   | 41,65% | 3 (María Pía Sánchez, Germán López Iglesias y Carmen Matador) | =     |
| EXTREMADURA                 | Cáceres 4 diputados (uno menos que en las elecciones de 2000)    | PSOE     | 137.654   | 50,53% | 2 (Victorino Mayoral y Manuela Holgado) | =     |
| EXTREMADURA                 | Cáceres 4 diputados (uno menos que en las elecciones de 2000)    | PP       | 118.627   | 43,54% | 2 (Amador Álvarez y Concepción González) | -1    |
| GALICIA                     | La Coruña 9 diputados                                            | PP       | 329.389   | 44,59% | 4 (Antonio Eiras, María Jesús Sáinz, Antonio Fernández de Mesa y José Domingo Oreiro) | -1    |
| GALICIA                     | La Coruña 9 diputados                                            | PSOE     | 287.324   | 38,9%  | 4 (Carmen Marón, Manuel Ceferino Díaz Díaz, Francisco Xavier Carro y María Esther Couto) | +2    |
| GALICIA                     | La Coruña 9 diputados                                            | BNG      | 86.459    | 11,7%  | 1 (Francisco Rodríguez Sánchez) | -1    |
| GALICIA                     | Lugo 4 diputados                                                 | PP       | 123.986   | 49,71% | 2 (Julio Padilla y Joaquín García Díez) | -1    |
| GALICIA                     | Lugo 4 diputados                                                 | PSOE     | 92.708    | 37,17% | 2 (José Blanco López e Isabel Salazar) | +1    |
| GALICIA                     | Orense 4 diputados                                               | PP       | 132.631   | 55,27% | 3 (Celso Luis Delgado, Ana Belén Vázquez y Armando González) | =     |
| GALICIA                     | Orense 4 diputados                                               | PSOE     | 74.636    | 31,1%  | 1 (Alberto Fidalgo) | =     |
| GALICIA                     | Pontevedra 7 diputados (uno menos que en las elecciones de 2000) | PP       | 279.454   | 45,99% | 3 (Ana Pastor Julián, Carlos Mantilla y María Dolores Pan) | -2    |
| GALICIA                     | Pontevedra 7 diputados (uno menos que en las elecciones de 2000) | PSOE     | 228.016   | 37,53% | 3 (Antón Louro, María José Poteiro y Domingo Tabuyo) | +1    |
| GALICIA                     | Pontevedra 7 diputados (uno menos que en las elecciones de 2000) | BNG      | 70.763    | 11,65% | 1 (María Olaia Fernández Dávila) | =     |
| LA RIOJA                    | La Rioja 4 diputados                                             | PP       | 92.441    | 49,94% | 2 (José Luis Bermejo y José Félix Vadillo) | -1    |
| LA RIOJA                    | La Rioja 4 diputados                                             | PSOE     | 81.390    | 43,97% | 2 (Ángel Martínez Sanjuán y Remedios Elías) | +1    |
| MADRID                      | Madrid 35 diputados (uno más que en las elecciones de 2000)      | PP       | 1.576.636 | 45,02% | 17 (Mariano Rajoy, Rodrigo Rato, Ana Mato, Gabriel Elorriaga, Juan Carlos Vera, Carlos Aragonés, Eugenio Nasarre, Mercedes de la Merced, Beatriz Rodríguez-Salmones, Javier Fernández-Lasquetty, Teófilo de Luis, Francisco Javier Villar, Rogelio Baón, María Mingo, José María López-Medel, Fernando López-Amor y Luis Gámir)    | -2    |
| MADRID                      | Madrid 35 diputados (uno más que en las elecciones de 2000)      | PSOE     | 1.544.676 | 44,11% | 16 (José Luis Rodríguez Zapatero, Mercedes Cabrera, Joaquín Almunia, María Teresa Fernández de la Vega, Antonio Gutiérrez, Cristina Narbona, Diego López Garrido, Joaquín Leguina, Rosa Delia Blanco, José Acosta Cubero, Jaime Lissavetzky, Dolores García Hierro, Elviro Aranda, Juan Antonio Barrio, Lucía Corral y Juan Elola) | +4    |
| MADRID                      | Madrid 35 diputados (uno más que en las elecciones de 2000)      | IU       | 225.109   | 6,43%  | 2 (Gaspar Llamazares y Ángel Pérez) | -1    |
| MELILLA                     | Melilla 1 diputado                                               | PP       | 14.856    | 54,6%  | 1 (Antonio Gutiérrez Molina) | =     |
| REGIÓN DE MURCIA            | Murcia 9 diputados                                               | PP       | 413.902   | 57,42% | 6 (Elvira Rodríguez, Andrés Ayala, Lourdes Méndez, Alberto Garre, Adolfo Fernández Aguilar y Pío Pérez Laserna) | =     |
| REGIÓN DE MURCIA            | Murcia 9 diputados                                               | PSOE     | 252.246   | 35,00% | 3 (Pedro Saura, Raimundo Benzal y María Rosario Juaneda) | =     |
| NAVARRA                     | Navarra 5 diputados                                              | UPN-PP   | 127.653   | 37,6%  | 2 (Jaime Ignacio del Burgo y Carlos Salvador) | -1    |
| NAVARRA                     | Navarra 5 diputados                                              | PSOE     | 113.906   | 33,55% | 2 (Vicente Ripa y Carolina Castillejo) | =     |
| NAVARRA                     | Navarra 5 diputados                                              | NaBai    | 61.045    | 17,98% | 1 (Uxue Barkos) | +1    |
| PAÍS VASCO                  | Álava 4 diputados                                                | PSOE     | 56.137    | 30,79% | 2 (Ramón Jáuregui y Pilar Unzalu) | +1    |
| PAÍS VASCO                  | Álava 4 diputados                                                | PP       | 48.992    | 26,87% | 1 (Jaime Mayor Oreja) | -1    |
| PAÍS VASCO                  | Álava 4 diputados                                                | EAJ-PNV  | 47.090    | 25,83% | 1 (Emilio Olabarria) | =     |
| PAÍS VASCO                  | Guipúzcoa 6 diputados                                            | EAJ-PNV  | 115.402   | 30,96% | 2 (José Ramón Beloki e Iñaki Txueka) | =     |
| PAÍS VASCO                  | Guipúzcoa 6 diputados                                            | PSOE     | 98.100    | 26,31% | 2 (Manuel Huertas Vicente y Elvira Cortajarena Iturrioz) | +1    |
| PAÍS VASCO                  | Guipúzcoa 6 diputados                                            | PP       | 56.904    | 15,26% | 1 (José Eugenio Azpiroz) | -1    |
| PAÍS VASCO                  | Guipúzcoa 6 diputados                                            | EA       | 42.971    | 11,53% | 1 (Begoña Lasagabaster) | =     |
| PAÍS VASCO                  | Vizcaya 9 diputados                                              | EAJ-PNV  | 258.488   | 37,29% | 4 (Pedro Azpiazu, Josu Erkoreka, Margarita Uria y Aitor Esteban) | =     |
| PAÍS VASCO                  | Vizcaya 9 diputados                                              | PSOE     | 185.514   | 26,76% | 3 (Arantza Mendizábal, José María Benegas y Eduardo Madina) | +1    |
| PAÍS VASCO                  | Vizcaya 9 diputados                                              | PP       | 129.889   | 18,74% | 2 (Ignacio Astarloa y Marisa Arrúe) | -1    |

### Senado
El Partido Popular perdió 25 senadores, aunque consiguió una mayoría relativa en el Senado, al borde de la mayoría absoluta. Por su parte, el Partido Socialista Obrero Español aumentó su representación en 28 senadores. Los resultados totales fueron estos:
| ← Elecciones generales de España, 14 de marzo de 2004 Senadores electos → |                                              |         |     |                                                      |
| Participación | Candidatura                                  | Escaños | +/- | Notas                                                |
| - Censo: 34.571.831 - Votantes: 26.187.162 (75,75%) - Votos a candidaturas: 24.746.291 (97,33%) - Votos válidos: 25.426.107 (97,09%) - Abstención: 8.384.669 (24,25%) - Votos nulos: 761.055 (2,91%) - Votos blancos: 679.816 (2,67%) | Partido Popular (PP)                         | 102 a   | -25 | a De ellos, 97 del PP, 3 de UPN, 1 de UPM y 1 de UV. |
| - Censo: 34.571.831 - Votantes: 26.187.162 (75,75%) - Votos a candidaturas: 24.746.291 (97,33%) - Votos válidos: 25.426.107 (97,09%) - Abstención: 8.384.669 (24,25%) - Votos nulos: 761.055 (2,91%) - Votos blancos: 679.816 (2,67%) | Partido Socialista Obrero Español (PSOE)     | 81      | +28 |                                                      |
| - Censo: 34.571.831 - Votantes: 26.187.162 (75,75%) - Votos a candidaturas: 24.746.291 (97,33%) - Votos válidos: 25.426.107 (97,09%) - Abstención: 8.384.669 (24,25%) - Votos nulos: 761.055 (2,91%) - Votos blancos: 679.816 (2,67%) | Entesa Catalana de Progrés                   | 12 b    | +4  | b De ellos, 8 del PSC, 3 de ERC y 1 de ICV. .        |
| - Censo: 34.571.831 - Votantes: 26.187.162 (75,75%) - Votos a candidaturas: 24.746.291 (97,33%) - Votos válidos: 25.426.107 (97,09%) - Abstención: 8.384.669 (24,25%) - Votos nulos: 761.055 (2,91%) - Votos blancos: 679.816 (2,67%) | Convergència i Unió (CiU)                    | 4 c     | -4  | c De ellos, los 4 de CDC.                            |
| - Censo: 34.571.831 - Votantes: 26.187.162 (75,75%) - Votos a candidaturas: 24.746.291 (97,33%) - Votos válidos: 25.426.107 (97,09%) - Abstención: 8.384.669 (24,25%) - Votos nulos: 761.055 (2,91%) - Votos blancos: 679.816 (2,67%) | Partido Nacionalista Vasco (EAJ-PNV)         | 6       | =   |                                                      |
| - Censo: 34.571.831 - Votantes: 26.187.162 (75,75%) - Votos a candidaturas: 24.746.291 (97,33%) - Votos válidos: 25.426.107 (97,09%) - Abstención: 8.384.669 (24,25%) - Votos nulos: 761.055 (2,91%) - Votos blancos: 679.816 (2,67%) | Coalición Canaria (CC)                       | 3 d     | -2  | d De ellos, 2 de la AIC y 1 de AHI.                  |
| - Censo: 34.571.831 - Votantes: 26.187.162 (75,75%) - Votos a candidaturas: 24.746.291 (97,33%) - Votos válidos: 25.426.107 (97,09%) - Abstención: 8.384.669 (24,25%) - Votos nulos: 761.055 (2,91%) - Votos blancos: 679.816 (2,67%) | Partido de Independientes de Lanzarote (PIL) | 0       | -1  |                                                      |

## Votación de investidura
El 16 de abril de 2004, el candidato del PSOE José Luis Rodríguez Zapatero fue investido Presidente del Gobierno en la primera votación, con 183 votos. Seis fuerzas parlamentarias dieron su apoyo al candidato socialista, el mayor registro hasta la fecha. También ha sido esta la única votación de investidura en la que sólo un partido, en este caso el PP, votó en contra del candidato electo.
| Candidato                    | Fecha                                                     | Voto |     |     |   |    |   |   |   |   |   |   |   | Total   |
| ---------------------------- | --------------------------------------------------------- | ---- | --- | --- | - | -- | - | - | - | - | - | - | - | ------- |
| José Luis Rodríguez Zapatero | 16 de abril de 2004 Mayoría requerida: Absoluta (176/350) | Sí   | 164 |     | 5 |    | 8 |   | 3 | 2 | 1 |   |   | 183/350 |
| José Luis Rodríguez Zapatero | 16 de abril de 2004 Mayoría requerida: Absoluta (176/350) | No   |     | 148 |   |    |   |   |   |   |   |   |   | 148/350 |
| José Luis Rodríguez Zapatero | 16 de abril de 2004 Mayoría requerida: Absoluta (176/350) | Abs. |     |     |   | 10 |   | 7 |   |   |   | 1 | 1 | 19/350  |